# First Division 1893-1894
La First Division 1893-1894 è stata la 6ª edizione della massima serie del campionato inglese di calcio, disputato tra il 2 settembre 1893 e il 23 aprile 1894 e concluso con la vittoria dell'Aston Villa, al suo primo titolo.
Capocannoniere del torneo è stato Jack Southworth (Everton) con 27 reti.

## Squadre partecipanti
| Club              | Stagione | Città          | Stadio                | Stagione precedente                                                |
| ----------------- | -------- | -------------- | --------------------- | ------------------------------------------------------------------ |
| Aston Villa       | dettagli | Birmingham     | Wellington Road       | 4º posto in First Division                                         |
| Blackburn         | dettagli | Blackburn      | Ewood Park            | 9º posto in First Division                                         |
| Bolton            | dettagli | Bolton         | Pike's Lane           | 5º posto in First Division                                         |
| Burnley           | dettagli | Burnley        | Turf Moor             | 6º posto in First Division                                         |
| Darwen            | dettagli | Darwen         | Barley Bank           | 3º posto in Second Division, promosso dopo aver vinto i test-match |
| Derby County      | dettagli | Derby          | County Cricket Ground | 13º posto in First Division                                        |
| Everton           | dettagli | Liverpool      | Anfield               | 3º posto in First Division                                         |
| Newton Heath      | dettagli | Manchester     | Bank Street           | 16º posto in First Division                                        |
| Nottingham Forest | dettagli | Nottingham     | Town Ground           | 10º posto in First Division                                        |
| Preston N.E.      | dettagli | Preston        | Deepdale              | 2º posto in First Division                                         |
| Sheffield Utd     | dettagli | Sheffield      | Bramall Lane          | 12º posto in First Division                                        |
| Sheffield Weds    | dettagli | Sheffield      | Olive Grove           | 2º posto in Second Division, promosso dopo aver vinto i test-match |
| Stoke City        | dettagli | Stoke-on-Trent | Victoria Ground       | 7º posto in First Division                                         |
| Sunderland        | dettagli | Sunderland     | Newcastle Road        | 1º posto in First Division                                         |
| West Bromwich     | dettagli | West Bromwich  | Stoney Lane           | 8º posto in First Division                                         |
| Wolverhampton     | dettagli | Wolverhampton  | Molineux Stadium      | 11º posto in First Division                                        |

## Classifica finale
|  | Pos. | Squadra           | Pt | G  | V  | N | P  | GF | GS | Med   |
|  | ---- | ----------------- | -- | -- | -- | - | -- | -- | -- | ----- |
|  | 1.   | Aston Villa       | 44 | 30 | 19 | 6 | 5  | 84 | 42 | 2,000 |
|  | 2.   | Sunderland        | 38 | 30 | 17 | 4 | 9  | 72 | 44 | 1,636 |
|  | 3.   | Derby County      | 36 | 30 | 16 | 4 | 10 | 73 | 62 | 1,177 |
|  | 4.   | Blackburn         | 34 | 30 | 16 | 2 | 12 | 69 | 53 | 1,302 |
|  | 5.   | Burnley           | 34 | 30 | 15 | 4 | 11 | 61 | 51 | 1,196 |
|  | 6.   | Everton           | 33 | 30 | 15 | 3 | 12 | 90 | 57 | 1,579 |
|  | 7.   | Nottingham Forest | 32 | 30 | 14 | 4 | 12 | 57 | 48 | 1,188 |
|  | 8.   | West Bromwich     | 32 | 30 | 14 | 4 | 12 | 66 | 59 | 1,119 |
|  | 9.   | Wolverhampton     | 31 | 30 | 14 | 3 | 13 | 52 | 63 | 0,825 |
|  | 10.  | Sheffield Utd     | 31 | 30 | 13 | 5 | 12 | 47 | 61 | 0,770 |
|  | 11.  | Stoke City        | 29 | 30 | 13 | 3 | 14 | 65 | 79 | 0,823 |
|  | 12.  | Sheffield Weds    | 26 | 30 | 9  | 8 | 13 | 48 | 57 | 0,842 |
|  | 13.  | Bolton            | 24 | 30 | 10 | 4 | 16 | 38 | 52 | 0,731 |
|  | 14.  | Preston N.E.      | 23 | 30 | 10 | 3 | 17 | 44 | 56 | 0,786 |
|  | 15.  | Darwen            | 19 | 30 | 7  | 5 | 18 | 37 | 83 | 0,446 |
|  | 16.  | Newton Heath      | 14 | 30 | 6  | 2 | 22 | 36 | 72 | 0,500 |

Legenda:
      Campione d'Inghilterra.
 Ai Test-Match.
      Retrocessa in Second Division 1894-1895 dopo i Test-match.
Regolamento:
Due punti a vittoria, uno a pareggio, zero a sconfitta.

## Risultati

### Tabellone
|                   | Ast  | Bla  | Bol  | Bur  | Dar  | Der  | Eve  | New  | NmF  | Pre  | ShU  | ShW  | Sto  | Sun  | WBA  | Wol  |
| ----------------- | ---- | ---- | ---- | ---- | ---- | ---- | ---- | ---- | ---- | ---- | ---- | ---- | ---- | ---- | ---- | ---- |
| Aston Villa       | –––– | 2-1  | 2-3  | 4-0  | 9-0  | 1-1  | 3-1  | 5-1  | 3-1  | 2-0  | 4-0  | 3-0  | 5-1  | 2-1  | 3-2  | 1-1  |
| Blackburn         | 2-0  | –––– | 0-1  | 3-2  | 4-1  | 0-2  | 4-3  | 4-0  | 6-1  | 1-0  | 4-1  | 5-1  | 5-0  | 4-3  | 3-0  | 3-0  |
| Bolton            | 0-1  | 2-1  | –––– | 2-0  | 1-0  | 1-1  | 0-1  | 2-0  | 1-1  | 0-3  | 0-1  | 1-1  | 4-1  | 2-0  | 0-3  | 2-0  |
| Burnley           | 3-6  | 1-0  | 2-1  | –––– | 5-1  | 3-1  | 2-1  | 4-1  | 3-1  | 4-1  | 4-1  | 0-1  | 4-0  | 1-0  | 3-0  | 4-2  |
| Darwen            | 1-1  | 2-3  | 1-3  | 0-0  | –––– | 2-3  | 3-3  | 1-0  | 0-4  | 2-1  | 3-3  | 2-1  | 3-1  | 0-3  | 2-1  | 3-1  |
| Derby County      | 0-3  | 5-2  | 6-1  | 3-3  | 2-1  | –––– | 7-3  | 2-0  | 3-4  | 2-1  | 2-1  | 3-3  | 5-2  | 1-4  | 2-3  | 4-1  |
| Everton           | 4-2  | 2-2  | 3-2  | 4-3  | 8-1  | 1-2  | –––– | 2-0  | 4-0  | 2-3  | 2-3  | 8-1  | 6-2  | 7-1  | 7-1  | 3-0  |
| Newton Heath      | 1-3  | 5-1  | 2-2  | 3-2  | 0-1  | 2-6  | 0-3  | –––– | 1-1  | 1-3  | 0-2  | 1-2  | 6-2  | 2-4  | 4-1  | 1-0  |
| Nottingham Forest | 1-2  | 0-0  | 1-0  | 5-0  | 4-1  | 4-2  | 3-2  | 2-0  | –––– | 4-2  | 1-1  | 1-0  | 2-0  | 1-2  | 2-3  | 7-1  |
| Preston N.E.      | 2-5  | 0-1  | 1-0  | 1-2  | 4-1  | 1-0  | 2-4  | 2-0  | 0-2  | –––– | 3-0  | 1-0  | 3-3  | 1-2  | 3-1  | 1-3  |
| Sheffield Utd     | 3-0  | 3-2  | 4-2  | 1-0  | 2-1  | 1-2  | 0-3  | 3-1  | 0-2  | 1-1  | –––– | 1-1  | 3-3  | 1-0  | 0-2  | 3-2  |
| Sheffield Weds    | 2-2  | 4-2  | 2-1  | 0-1  | 5-0  | 4-0  | 1-1  | 0-1  | 1-0  | 3-0  | 1-2  | –––– | 4-1  | 2-2  | 2-4  | 1-4  |
| Stoke City        | 3-3  | 3-1  | 5-0  | 4-2  | 3-1  | 3-1  | 3-1  | 3-1  | 2-1  | 2-1  | 5-0  | 4-1  | –––– | 2-0  | 3-1  | 0-3  |
| Sunderland        | 1-1  | 2-3  | 2-1  | 2-2  | 4-0  | 5-0  | 1-0  | 4-1  | 2-0  | 6-3  | 4-1  | 1-1  | 4-0  | –––– | 2-1  | 6-0  |
| West Bromwich     | 3-6  | 2-1  | 5-2  | 1-1  | 2-2  | 0-1  | 3-1  | 3-1  | 3-0  | 2-0  | 3-1  | 2-2  | 4-2  | 2-3  | –––– | 0-0  |
| Wolverhampton     | 3-0  | 5-1  | 2-1  | 1-0  | 2-1  | 2-4  | 2-0  | 2-0  | 3-1  | 0-0  | 3-4  | 3-1  | 4-2  | 2-1  | 0-8  | –––– |

### Calendario
| Aston Villa | 3 - 2 | West Bromwich |

| Bolton | 4 - 1 | Stoke City |

| Darwen | 2 - 3 | Blackburn |

| Everton | 2 - 3 | Sheffield Utd |

| Newton Heath | 3 - 2 | Burnley |

| Nottingham Forest | 7 - 1 | Wolverhampton |

| Preston N.E. | 1 - 0 | Derby County |

| Sheffield Weds | 2 - 2 | Sunderland |

| Burnley | 5 - 1 | Darwen |

| Everton | 4 - 0 | Nottingham Forest |

| Sheffield Utd | 1 - 2 | Derby County |

| Wolverhampton | 3 - 1 | Sheffield Weds |

| Burnley | 4 - 1 | Preston N.E. |

| Sunderland | 1 - 1 | Aston Villa |

| West Bromwich | 3 - 1 | Newton Heath |

| Wolverhampton | 2 - 1 | Bolton |

| Blackburn | 5 - 1 | Sheffield Weds |

| Derby County | 7 - 3 | Everton |

| Sheffield Utd | 2 - 1 | Darwen |

| Stoke City | 2 - 1 | Nottingham Forest |

| Aston Villa | 5 - 1 | Stoke City |

| Bolton | 2 - 1 | Blackburn |

| Preston N.E. | 1 - 2 | Sunderland |

| Sheffield Weds | 0 - 1 | Newton Heath |

| Darwen | 3 - 1 | Stoke City |

| Derby County | 2 - 3 | West Bromwich |

| Everton | 4 - 2 | Aston Villa |

| Nottingham Forest | 5 - 0 | Burnley |

| Wolverhampton | 2 - 1 | Darwen |

| Aston Villa | 3 - 1 | Everton |

| Blackburn | 3 - 0 | Wolverhampton |

| Preston N.E. | 4 - 1 | Darwen |

| Newton Heath | 1 - 1 | Nottingham Forest |

| Sheffield Utd | 4 - 2 | Bolton |

| Stoke City | 3 - 1 | Derby County |

| Sunderland | 1 - 1 | Sheffield Weds |

| West Bromwich | 1 - 1 | Burnley |

| Sheffield Weds | 2 - 4 | West Bromwich |

| Aston Villa | 1 - 1 | Derby County |

| Bolton | 0 - 3 | Preston N.E. |

| Burnley | 4 - 0 | Stoke City |

| Darwen | 1 - 0 | Newton Heath |

| Everton | 7 - 1 | Sunderland |

| Nottingham Forest | 2 - 3 | West Bromwich |

| Sheffield Weds | 4 - 2 | Blackburn |

| Wolverhampton | 3 - 4 | Sheffield Utd |

| Sheffield Utd | 3 - 0 | Aston Villa |

| Nottingham Forest | 1 - 0 | Bolton |

| Blackburn | 1 - 0 | Preston N.E. |

| Bolton | 1 - 0 | Darwen |

| Burnley | 2 - 1 | Everton |

| Derby County | 2 - 0 | Darwen |

| Nottingham Forest | 1 - 2 | Aston Villa |

| Sheffield Utd | 1 - 0 | Sunderland |

| Stoke City | 4 - 1 | Sheffield Weds |

| West Bromwich | 0 - 0 | Wolverhampton |

| Bolton | 0 - 1 | Sheffield Utd |

| Darwen | 1 - 1 | Aston Villa |

| Everton | 2 - 2 | Blackburn |

| Newton Heath | 4 - 1 | West Bromwich |

| Preston N.E. | 1 - 2 | Burnley |

| Sheffield Weds | 4 - 0 | Derby County |

| Sunderland | 4 - 0 | Stoke City |

| Wolverhampton | 3 - 1 | Nottingham Forest |

| Sheffield Utd | 1 - 1 | Sheffield Weds |

| Stoke City | 3 - 3 | Aston Villa |

| Blackburn | 4 - 3 | Sunderland |

| Bolton | 2 - 0 | Wolverhampton |

| Burnley | 4 - 1 | Newton Heath |

| Derby County | 3 - 3 | Sheffield Weds |

| Everton | 8 - 1 | Darwen |

| Nottingham Forest | 2 - 0 | Stoke City |

| West Bromwich | 3 - 6 | Aston Villa |

| Aston Villa | 4 - 0 | Burnley |

| Darwen | 1 - 3 | Bolton |

| Everton | 2 - 3 | Preston N.E. |

| Nottingham Forest | 1 - 0 | Sheffield Weds |

| Sheffield Utd | 0 - 2 | West Bromwich |

| Stoke City | 3 - 1 | Blackburn |

| Sunderland | 5 - 0 | Derby County |

| Wolverhampton | 2 - 0 | Newton Heath |

| Aston Villa | 4 - 0 | Sheffield Utd |

| Blackburn | 2 - 0 | Aston Villa |

| Burnley | 3 - 1 | Nottingham Forest |

| Derby County | 2 - 1 | Sheffield Utd |

| Newton Heath | 0 - 1 | Darwen |

| Preston N.E. | 1 - 0 | Bolton |

| Sheffield Weds | 1 - 1 | Everton |

| Sunderland | 6 - 0 | Wolverhampton |

| West Bromwich | 4 - 2 | Stoke City |

| West Bromwich | 5 - 2 | Bolton |

| Aston Villa | 2 - 1 | Sunderland |

| Darwen | 2 - 1 | West Bromwich |

| Everton | 1 - 2 | Derby County |

| Newton Heath | 1 - 0 | Wolverhampton |

| Preston N.E. | 0 - 1 | Blackburn |

| Stoke City | 4 - 2 | Burnley |

| Stoke City | 2 - 1 | Preston N.E. |

| Sheffield Weds | 1 - 2 | Sheffield Utd |

| Blackburn | 3 - 2 | Burnley |

| Bolton | 0 - 1 | Aston Villa |

| Derby County | 2 - 1 | Darwen |

| Nottingham Forest | 1 - 1 | Sheffield Utd |

| Sheffield Utd | 1 - 1 | Preston N.E. |

| Aston Villa | 2 - 0 | Preston N.E. |

| Bolton | 1 - 1 | Sheffield Weds |

| Everton | 4 - 3 | Burnley |

| Nottingham Forest | 0 - 0 | Blackburn |

| Sheffield Utd | 3 - 1 | Newton Heath |

| Sunderland | 2 - 1 | West Bromwich |

| Wolverhampton | 4 - 2 | Stoke City |

| West Bromwich | 2 - 2 | Sheffield Weds |

| Blackburn | 0 - 1 | Bolton |

| Burnley | 1 - 0 | Sunderland |

| Derby County | 0 - 3 | Aston Villa |

| Newton Heath | 0 - 3 | Everton |

| Preston N.E. | 0 - 2 | Nottingham Forest |

| Sheffield Weds | 1 - 4 | Wolverhampton |

| Stoke City | 3 - 1 | Darwen |

| West Bromwich | 2 - 0 | Preston N.E. |

| Wolverhampton | 2 - 0 | Everton |

| Sunderland | 4 - 1 | Newton Heath |

| Sheffield Weds | 4 - 1 | Stoke City |

| Aston Villa | 3 - 0 | Sheffield Weds |

| Bolton | 2 - 0 | Newton Heath |

| Burnley | 3 - 0 | West Bromwich |

| Derby County | 3 - 4 | Nottingham Forest |

| Sheffield Utd | 0 - 3 | Everton |

| Sunderland | 2 - 3 | Blackburn |

| Wolverhampton | 0 - 0 | Preston N.E. |

| Darwen | 2 - 1 | Sheffield Weds |

| Blackburn | 4 - 3 | Everton |

| Newton Heath | 1 - 3 | Aston Villa |

| Preston N.E. | 1 - 3 | Wolverhampton |

| Sheffield Weds | 2 - 1 | Bolton |

| Stoke City | 5 - 0 | Sheffield Utd |

| Sunderland | 2 - 2 | Burnley |

| West Bromwich | 2 - 2 | Darwen |

| Burnley | 1 - 0 | Blackburn |

| Darwen | 0 - 4 | Nottingham Forest |

| Derby County | 5 - 2 | Stoke City |

| Everton | 8 - 1 | Sheffield Weds |

| Preston N.E. | 2 - 0 | Newton Heath |

| West Bromwich | 2 - 3 | Sunderland |

| Wolverhampton | 3 - 0 | Aston Villa |

| Blackburn | 4 - 1 | Darwen |

| Burnley | 4 - 1 | Sheffield Utd |

| Preston N.E. | 3 - 3 | Stoke City |

| Aston Villa | 9 - 0 | Darwen |

| Derby County | 6 - 1 | Bolton |

| Sheffield Weds | 0 - 1 | Burnley |

| West Bromwich | 3 - 1 | Sheffield Utd |

| Wolverhampton | 5 - 1 | Blackburn |

| Wolverhampton | 0 - 8 | West Bromwich |

| Everton | 7 - 1 | West Bromwich |

| Nottingham Forest | 4 - 2 | Derby County |

| Stoke City | 0 - 3 | Wolverhampton |

| Sunderland | 2 - 1 | Bolton |

| Bolton | 1 - 1 | Derby County |

| Sheffield Utd | 0 - 2 | Nottingham Forest |

| Sunderland | 6 - 3 | Preston N.E. |

| Darwen | 3 - 3 | Everton |

| Bolton | 2 - 0 | Burnley |

| Darwen | 3 - 3 | Sheffield Utd |

| Derby County | 2 - 1 | Preston N.E. |

| Everton | 2 - 0 | Newton Heath |

| Sheffield Weds | 2 - 2 | Aston Villa |

| West Bromwich | 2 - 1 | Blackburn |

| Wolverhampton | 2 - 1 | Sunderland |

| Blackburn | 3 - 0 | West Bromwich |

| Newton Heath | 1 - 2 | Sheffield Weds |

| Nottingham Forest | 1 - 2 | Sunderland |

| Preston N.E. | 2 - 4 | Everton |

| Sheffield Utd | 3 - 2 | Wolverhampton |

| Stoke City | 5 - 0 | Bolton |

| Blackburn | 4 - 1 | Sheffield Utd |

| Sheffield Weds | 5 - 0 | Darwen |

| Nottingham Forest | 3 - 2 | Everton |

| Preston N.E. | 2 - 5 | Aston Villa |

| Stoke City | 3 - 1 | West Bromwich |

| Sunderland | 4 - 1 | Sheffield Utd |

| Wolverhampton | 2 - 4 | Derby County |

| Aston Villa | 5 - 1 | Newton Heath |

| Blackburn | 6 - 1 | Nottingham Forest |

| Burnley | 2 - 1 | Bolton |

| Darwen | 2 - 1 | Preston N.E. |

| Derby County | 4 - 1 | Wolverhampton |

| Sheffield Utd | 3 - 3 | Stoke City |

| West Bromwich | 3 - 1 | Everton |

| Darwen | 0 - 0 | Burnley |

| Sheffield Weds | 3 - 0 | Preston N.E. |

| Sunderland | 1 - 0 | Everton |

| Aston Villa | 2 - 3 | Bolton |

| Newton Heath | 2 - 4 | Sunderland |

| Preston N.E. | 3 - 1 | West Bromwich |

| Sheffield Utd | 3 - 2 | Blackburn |

| Stoke City | 3 - 1 | Everton |

| Wolverhampton | 1 - 0 | Burnley |

| Sheffield Weds | 1 - 0 | Nottingham Forest |

| Derby County | 1 - 4 | Sunderland |

| Burnley | 3 - 1 | Derby County |

| Darwen | 3 - 1 | Wolverhampton |

| Newton Heath | 0 - 2 | Sheffield Utd |

| Newton Heath | 5 - 1 | Blackburn |

| Nottingham Forest | 4 - 1 | Darwen |

| Newton Heath | 2 - 6 | Derby County |

| Sunderland | 2 - 0 | Nottingham Forest |

| Blackburn | 0 - 2 | Derby County |

| Bolton | 1 - 1 | Nottingham Forest |

| Burnley | 0 - 1 | Sheffield Weds |

| Newton Heath | 6 - 2 | Stoke City |

| Aston Villa | 2 - 1 | Blackburn |

| Everton | 3 - 0 | Wolverhampton |

| Newton Heath | 2 - 2 | Bolton |

| Nottingham Forest | 4 - 2 | Preston N.E. |

| Stoke City | 2 - 0 | Sunderland |

| West Bromwich | 0 - 1 | Derby County |

| Aston Villa | 1 - 1 | Wolverhampton |

| Blackburn | 4 - 0 | Newton Heath |

| Everton | 3 - 2 | Bolton |

| Preston N.E. | 1 - 0 | Sheffield Weds |

| Sheffield Utd | 1 - 0 | Burnley |

| West Bromwich | 3 - 0 | Nottingham Forest |

| Sunderland | 4 - 0 | Darwen |

| Derby County | 5 - 2 | Blackburn |

| Stoke City | 3 - 1 | Newton Heath |

| Derby County | 3 - 3 | Burnley |

| Bolton | 0 - 3 | West Bromwich |

| Burnley | 3 - 6 | Aston Villa |

| Darwen | 0 - 3 | Sunderland |

| Everton | 6 - 2 | Stoke City |

| Nottingham Forest | 2 - 0 | Newton Heath |

| Preston N.E. | 3 - 0 | Sheffield Utd |

| Aston Villa | 3 - 1 | Nottingham Forest |

| Blackburn | 5 - 0 | Stoke City |

| Burnley | 4 - 2 | Wolverhampton |

| Darwen | 2 - 3 | Derby County |

| Newton Heath | 1 - 3 | Preston N.E. |

| Bolton | 0 - 1 | Everton |

| Bolton | 2 - 0 | Sunderland |

## Test-match
|              | Risultati |              | Luogo e data                   |
| ------------ | --------- | ------------ | ------------------------------ |
| Liverpool    | 2-0       | Newton Heath | Blackburn, 28 aprile 1894      |
| Small Heath  | 3-1       | Darwen       | Stoke on Trent, 28 aprile 1894 |
| Preston N.E. | 4-0       | Notts County | Sheffield, 22 aprile 1893      |
|              |           |              |                                |

## Statistiche

### Squadre

#### Primati stagionali
- Maggior numero di vittorie: Aston Villa (19)
- Minor numero di sconfitte: Aston Villa (5)
- Migliore attacco: Everton (90 reti fatte)
- Miglior difesa: Aston Villa (42 reti subite)
- Maggior numero di pareggi: Sheffield Wednesday (8)
- Minor numero di pareggi: Blackburn e Newton Heath (2)
- Maggior numero di sconfitte: Newton Heath (22)
- Minor numero di vittorie: Newton Heath (6)
- Peggior attacco: Newton Heath (36 reti segnate)
- Peggior difesa: Darwen (83 reti subite)